# Carinodes xanthogaster
Carinodes xanthogaster là một loài tò vò trong họ Ichneumonidae.